# Exerodonta smaragdina
Espèce
Synonymes
- Hyla smaragdina Taylor, 1940
- Hylella azteca Taylor, 1943

Statut de conservation UICN

 LC  : Préoccupation mineure
Exerodonta smaragdina est une espèce d'amphibiens de la famille des Hylidae.

## Répartition
Cette espèce est endémique du centre-Ouest du Mexique. Elle se rencontre sur le versant Pacifique de l'État de Sinaloa, à ceux de Mexico et du Morelos,.

## Publication originale
- Taylor, 1940 : A New Bromeliad Frog from Northwestern Michoacan. Copeia, vol. 1940, no 1, p. 18-20.